# Nicolai Rygg
Nicolai Theodorius Nilssen Rygg (Stavanger, 29 febbraio 1872 – Oslo, 27 settembre 1957) è stato un economista norvegese.

## Biografia
Era il figlio di Ole Nilssen Rygg (1842-1908), un calzolaio, e di sua moglie, Ane Severine Larsdatter (1841-1913). Era un fratello del giornalista Andreas Nilsen Rygg. Si laureò all'Università di Oslo. Nel 1910 sposò Agnes Sibbern Møller (1872-1963).

## Carriera
Fu deputato giudice alla corte distrettuale di Vesterålen prima di studiare economia a Gottinga e Ginevra (1896-1897). Lavorò per la Statistics Norway (1898). Presiedette la Norsk Forening per Socialt Arbeide (1909-1915). Fu professore di economia e statistiche all'Università di Oslo (1910-1913).
Tra le sue pubblicazioni includono Den Norske Creditbank (con Ebbe Hertzberg) e Norges Banche Historie'.
Nel novembre 1920 ha assunto la carica di Governatore della Banca Centrale di Norvegia. La Norvegia ha vissuto una grave crisi finanziaria e bancaria nel corso del 1920. Rygg guidò una "politica di parità", in cui l'obiettivo era quello di ritornare al valore della NOK dell'epoca pre-prima guerra mondiale. Nel 1931-1932, la Banca Centrale evitò una grave crisi bancaria. Rygg è stato considerato come un attivo politico finanziario e come un governatore della banca più indipendente rispetto ai suoi successori.
Dopo il ritiro come Governatore della Banca Centrale, all'età di 74 anni, tornò alla sua carriera accademica.